# 徳川三国志 (テレビドラマ)
『徳川三国志』（とくがわさんごくし）は、1975年（昭和50年）10月22日から1976年（昭和51年）4月21日にNETテレビ（現･テレビ朝日）系列で毎週水曜日の21時から放映された連続時代劇。松方弘樹主演。全26回。東映（東映京都撮影所）の製作。ANN系列のフルネット局共同制作のドラマの第1作でもある。

## 概要
時は3代将軍徳川家光の時代。家光を補佐する老中松平伊豆守信綱はある夜、次期将軍を狙う紀州家の忍び、根来衆に襲われる。

## キャスト

### メインレギュラー
- 松平伊豆守信綱…松方弘樹
主人公。幕府老中。「知恵伊豆」の異名を取る若き切れ者。幕閣の重臣ながら自ら体を張って困難に立ち向かう行動派でもある。由比正雪とは生涯の宿敵同士となるが互いの実力を認め合う間柄でもある。

- 由比正雪…中村敦夫
浪人、軍学者。軍学塾・張孔堂の二代目当主。本名は由比弥五郎（ゆいやごろう）。幕府転覆の野望を抱く、大胆不敵な野心家で、知略に長ける。楠不伝の急死を利用して張孔堂を乗っ取り、「由比民部輔橘正雪（ゆいみんぶのすけ たちばなのしょうせつ）」と改名する。信綱の生涯最大の宿敵だが、互いの実力を認め合う間柄でもある。

- 楓…いけだももこ
信綱の妹。

- 柳生十兵衛…若林豪
隻眼の剣豪。信綱の盟友であり同志。

- 笠井孫兵衛…長門勇
信綱のお守り役。信綱の市中徘徊が悩みの種。

- 鴉の甚兵衛…松山英太郎
服部一夢斎の配下。信綱の手足となって働いている。

- 丸橋忠弥…佐藤允
正雪の盟友で腹心。宝蔵院流槍術の名手。直情径行の熱血漢。
- 金井半兵衛…岸田森
正雪の盟友で腹心。冷静沈着な剣客。

- 笠井弥一郎…三ツ木清隆
孫兵衛の息子。

- 関口隼人正…田島義文
紀州徳川家江戸家老。

- 徳川家光…片岡孝夫（現・片岡仁左衛門）
徳川3代将軍。

- 一心太助…目黒祐樹（第9話 - ）
魚屋。信綱に大久保彦左衛門の窮地を救った恩義で、信綱の屋敷に出入りするようになる。
- お仲…津山登志子（第9話 - ）
太助の妻。太助とは駆け落ちをして、夫婦になったが喧嘩が絶えない。
- おその…麻田ルミ（第13話 - ）
お仲の妹。父・宇兵衛（小林昭二）が勝手に許嫁を決めたことが気に入らず、家を飛び出し、太助の家に居候している。
- ゲン…東田真之
番太。太助の弟分。

- 土井大炊頭利勝…中村竹弥
幕府老中。

- 根来幻幽斎…近衛十四郎
紀伊徳川家の忍び・根来衆の当主。頼宣の腹心。失敗を許さない冷酷で厳格な人物。

- 紀伊大納言頼宣…芦田伸介
紀州徳川家当主。「南海の龍」の異名を取る野心家で、次期将軍の座を狙っている。

### 準レギュラー
- 服部一夢斎…宇野重吉
服部半蔵の兄。既に忍びの世界から足を洗っているが信綱の手足となって働いている。
- 幡随院長兵衛…中谷一郎
- お吉…和泉雅子（第1話 - 第4話、第18話）
長兵衛の妹と名乗っているが、実は家名断絶した徳永家の姫である。
- 志乃…坂口良子
一夢斎の孫娘。祖父同様信綱の手足となって働いている。
- 青山伯耆守…金子信雄
家光の元お傅役。既に家督を息子に譲り、隠居している。
- 春日局…岸田今日子
家光の乳母。次期将軍を狙う頼宣に不信感を持っている。
- 笹尾喜内…柳沢真一（第9話、第18話）
- 楠不伝…戸浦六宏（第1話、第2話）
楠木正成の子孫を名乗る兵法者。
- 駿河大納言忠長…田村正和（第1話、第3話）
- おたか…堀越陽子（第11話、第12話、第25話、第26話）
- 宮城野（薄雲太夫）…梅田智美（第11話、第18話）
- 庄司甚右衛門…北村英三（第11話、第18話）
- 石谷将監…勝部演之（第20話、第22話、第23話、第25話、第26話）
- 根来一朗太…村井国夫（第10話、第20話、第25話、第26話）
- 根来二郎太…野口貴史（第22話）
- 根来三郎太…石山雄大（第13話）
- 根来四郎太…黒部進（第24話、第25話、第26話）
- 根来七郎太…内田勝正（第2話、第3話）
- 根来八郎太…汐路章（第7話）
- 根来十郎太…佐藤京一（第10話）

### その他
- 牧野備後…田口計（第1話）
駿河大納言忠長の家臣
- 内藤掃部…永野達雄（第1話）
駿河大納言忠長の家臣
- 末次新左衛門…原口剛（第2話）
断絶して徳永家の遺臣。お家の仇として伊豆守を狙う。
- 朝倉宣正…北原将光（第4話）
- 倉持主水…大木実（第4話）
- 千鶴･･･白川望美（第4話）
- 鄭芝龍…森次晃嗣（第5話）
- 陳元賛…岩田直二（第5話）
- 坂部三十郎…菅貫太郎（第5話、第6話）
- 加賀爪甲斐…池田駿介（第5話、第6話）
- 阿部四郎五郎…成瀬正（第5話、第6話）
- 荒木又右衛門…山﨑努（第6話）
- 渡辺数馬…石田信之（第6話）
- 渡辺靱負…市川男女之助（第6話）
- 河合又五郎…坂口徹（第6話）
- 池田宮内少輔…穂高稔（第6話）
- 藤堂和泉守…溝田繁（第6話）
- 山辺十三郎…入江慎也（第7話）
鷹匠。家光の愛鷹を殺してしまったため自害する。
- おそで、お万の方…岡崎友紀（第7話）
二役。おそでは山辺の娘で家光の側室・お万の方に瓜二つ。
- 鉄誠道人…小松方正（第8話）
- 千姫…高田美和（第9話）
- 大久保彦左衛門…辰巳柳太郎（第9話）
- お小夜…三浦リカ（第9話）
- 滝川…上月左知子（第9話）
- 鷹巣隼太…尾藤イサオ（第10話）
- 儀兵衛…内藤武敏（第10話）
- 片倉小十郎…北原義郎（第11話）
- 伊達政宗…西村晃（第11話）
- 志賀団七…今井健二（第11話）
- 妙姫…竹下景子（第12話）
- 片桐出雲守…庄司永建（第12話）
- 滝田左馬助…河原崎建三（第12話）
- 滝田将監…神田隆（第12話）
- 桜井十三郎…蜷川幸雄（第13話）
- 杉崎源三郎…大塚吾郎（第13話）
- 川勝丹波守…葉山良二（第14話）
- 新田屋太兵衛…高城淳一（第14話）
- 渡辺権太夫…梅津栄（第14話）
- おとみ…原良子（第14話）
- おかの…喜多操（第14話）
- 左甚五郎…長門裕之（第15話）
- 甚太…寺田農（第15話）
- 赤井遠江…名和宏（第15話）
- 赤井遠江（先代）…吉田義夫（第15話）
- お文…入江若葉（第15話）
- お梅…二本柳俊衣（第15話）
- 木曽屋五兵衛…高木均（第15話）
- 百助…汐路章（第15話）
- 北条又八郎…三上真一郎（第16話）
- 森甚五左衛門…田中浩（第16話）
- あや…奈三恭子（第16話）
- 牧野安成…波田久夫（第16話）
- 道場主…笑福亭仁鶴（第16話）
- 小出吉英…小田真士（第16話）
- おまさ…北川めぐみ（第17話）
- 近藤左内…中井啓輔（第17話）
- 松永久太夫…山岡徹也（第17話）
- 金子喜兵衛…須藤健（第17話）
- 登和…星美智子（第17話）
- 松倉重政…北上弥太郎（第18話）
- 善助…工藤堅太郎（第18話）
- おたよ…鮎川いづみ（第18話）
- 山岸八右衛門…織本順吉（第18話）
- 梅の戸…服部妙子（第19話）
- 新田彦次郎…深江章喜（第19話）
- 井筒屋伊助…江幡高志（第19話）
- お春…松岡由利子（第19話）
- おつる…今陽子（第20話）
- 名張り小夜太…岡田裕介（第20話）
- 高井貞之助…天田俊明（第20話）
- 堺屋八右衛門…藤岡重慶（第20話）
- 本多伊勢守[1]…北原将光（第21話）
- お美濃…ジュディ・オング（第21話）
- 奈美…小泉洋子（第21話）
- 越前屋…潮万太郎（第21話）
- 松ヶ枝…島村昌子（第21話）
- 酒井雅楽頭[2]…酒井哲（第22話）
- 喜平…常田富士男（第22話）
- 久蔵…園田裕久（第22話）
- おみつ…大関優子（第23話）
- お鈴…衣笠恵子（第23話）
- 田沢大二郎…天津敏（第23話）
- 政吉…森下哲夫（第23話）
- 千吉…岡部正純（第23話）
- 順斎…南道郎（第23話）
- 朴庵…大坂志郎（第23話）
- 本多上野介[3]…伊沢一郎（第24話）
- 保科肥後守…仲谷昇（第24話）
- お楽の方…三浦徳子（第24話）
- お奈緒…沢田亜矢子（第24話）
- 喜三郎…飯沼慧（第24話）
- 堀口大学…川辺久造（第24話）
- 有竹八蔵…松山省二（第25話）
- 奥村八郎右衛門…中田博久（第25話）
- 大久保玄蕃…穂高稔（第26話）
- 落合小平次…溝田繁（第26話）

ほか

## スタッフ
- 原作: 柴田錬三郎「徳川三国志」（集英社文庫、文春文庫ほか）、「嗚呼江戸城」
- プロデューサー: 吉津正（NET）・杉井進、佐伯明、杉本直幸、渡辺操（東映）
- 原案: 葉村彰子
- 脚本: 植木昌一郎、木下亮、宮川一郎、安藤日出男
- 監督: 山内鉄也、中島貞夫、原田隆司、田中徳三、皆川隆之、山崎大助、清水彰
- 音楽: 桑原研郎
- ナレーター: 芥川隆行
- 共同制作: NET、北海道テレビ、名古屋テレビ、朝日放送（ABCテレビ）、広島ホームテレビ、瀬戸内海放送（当時は香川県の県域局）、九州朝日放送、東映
当時のANNフルネット加盟8局は同時ネットであったが、東日本放送は本作品の制作時は開局準備中であったため今回の共同制作機構には加わらなかった。

## 放映リスト（サブタイトルリスト）
| 話数 | 放送日          | サブタイトル           | 原案     | 脚本              | 監督     |
| ---- | --------------- | ---------------------- | -------- | ----------------- | -------- |
| 1    | 1975年 10月22日 | 知恵伊豆と呼ばれた男   | 葉村彰子 | 植木昌一郎        | 山内鉄也 |
| 2    | 10月29日        | 野望に燃える男たち     | 葉村彰子 | 植木昌一郎        | 山内鉄也 |
| 3    | 11月5日         | 悲運の貴公子忠長       | 葉村彰子 | 植木昌一郎        | 中島貞夫 |
| 4    | 11月12日        | 若君の危機             | 葉村彰子 | 植木昌一郎        | 原田隆司 |
| 5    | 11月19日        | 南海のあばれ竜         | 葉村彰子 | 植木昌一郎        | 中島貞夫 |
| 6    | 11月26日        | 白昼の三十六人斬り     | 葉村彰子 | 木下亮 植木昌一郎 | 原田隆司 |
| 7    | 12月3日         | 江戸城悲話             | 葉村彰子 | 宮川一郎          | 田中徳三 |
| 8    | 12月10日        | 恐怖の火焔地獄         | 葉村彰子 | 植木昌一郎        | 山内鉄也 |
| 9    | 12月17日        | 千姫と彦左と太助       | 葉村彰子 | 宮川一郎          | 田中徳三 |
| 10   | 12月24日        | 柳生十兵衛を狙う男     | 葉村彰子 | 植木昌一郎        | 田中徳三 |
| 11   | 1976年 1月7日   | 仇討ち姉妹             | 葉村彰子 | 宮川一郎          | 山内鉄也 |
| 12   | 1月14日         | 姫君町を走る！         | 葉村彰子 | 植木昌一郎        | 原田隆司 |
| 13   | 1月21日         | 家光と目黒のサンマ     | 葉村彰子 | 宮川一郎          | 原田隆司 |
| 14   | 1月28日         | となりの女にご用心     | 葉村彰子 | 宮川一郎          | 皆川隆之 |
| 15   | 2月4日          | 左甚五郎・昇り竜       | 葉村彰子 | 安藤日出男        | 皆川隆之 |
| 16   | 2月11日         | 又八郎人生勝負         | 葉村彰子 | 宮川一郎          | 山崎大助 |
| 17   | 2月18日         | 黒い米蔵を斬れ！       | 葉村彰子 | 安藤日出男        | 田中徳三 |
| 18   | 2月25日         | 美女の罠を砕け！       | 葉村彰子 | 宮川一郎          | 山崎大助 |
| 19   | 3月3日          | 家光と春日局、涙の別れ | 葉村彰子 | 宮川一郎          | 田中徳三 |
| 20   | 3月10日         | 忍びの掟は死の掟       | 葉村彰子 | 宮川一郎          | 田中徳三 |
| 21   | 3月17日         | 恐怖の十字架           | 葉村彰子 | 植木昌一郎        | 清水彰   |
| 22   | 3月24日         | 幻の盗賊を追え!!       | 葉村彰子 | 宮川一郎          | 清水彰   |
| 23   | 3月31日         | 江戸の毒を斬れ！       | 葉村彰子 | 宮川一郎          | 皆川隆之 |
| 24   | 4月7日          | 将軍暗殺！宇都宮釣天井 | 葉村彰子 | 植木昌一郎        | 皆川隆之 |
| 25   | 4月14日         | 由比正雪ついに起つ！   | 葉村彰子 | 宮川一郎          | 山内鉄也 |
| 26   | 4月21日         | 伊豆守と正雪宿命の対決 | 葉村彰子 | 宮川一郎          | 山内鉄也 |

## 関連リンク
- 新・二人の事件簿 暁に駆ける - 同じくANN系列局共同制作のドラマ

| NET系 水曜21時台      | NET系 水曜21時台 | NET系 水曜21時台          |
| 前番組                | 番組名           | 次番組                    |
| --------------------- | ---------------- | ------------------------- |
| 鬼平犯科帳 (丹波哲郎) | 徳川三国志       | 人魚亭異聞 無法街の素浪人 |